# Michèle Taupin
Michèle Taupin, née le 5 janvier 1946 à Paris, est une artiste-peintre française du XXe et du XXIe siècle.

## Biographie
Michèle Taupin est née à Paris. Elle a étudié aux Arts appliqués de Paris. De 1994 à 2011, elle a enseigné le dessin à l'École polytechnique.

## Sujets
Personnages féminins.

## Expositions
- Galerie Joël Dupuis, Hardelot

## Prix et distinctions
Elle a reçu cinquante prix et distinctions dont :
- médaille d'or du Salon des artistes français 1990[7]
- médaille d'honneur du Salon des artistes français[6]
- sociétaire du Salon d'automne[6]
- prix Alain Le Nost au salon d’Automne 2009 à Paris[5]
- médaille d'or de la société nationale des Beaux-Arts[6]
- sociétaire et membre du Comité du Salon Violet[7]
- grand prix Renée Béja de la fondation Taylor en 1992[8]
- prix Taiyo Bijutsu en 2001[8]
- prix Jean-Jacques Henner en 1991[8]
- prix des Amis du Salon d'Automne en 2009 et 2015[8]